# Adromischus mammillaris
Adromischus mammillaris es una especie de planta suculenta perteneciente a la familia Crassulaceae.

## Descripción
Es una planta perenne suculenta, un arbusto enano que alcanza un tamaño de 0.15 - 0.5 m de altura a una altitud de 250 a 1200 metros en Sudáfrica.

## Taxonomía
Adromischus mamillaris fue descrita por (L.f.) Lem.   y publicado en Jard. Fleur. 2(Misc.): 60 1852.
Etimología
Adromischus: nombre genérico que deriva de las palabras griegas: adro = "grueso" y mischus = "tallo".
mammillaris: epíteto latino que significa "con pezones, con mamas".
Sinonimia
- Cotyledon mammillaris L.f. (1782)[4][1]